# 克雷格·梅洛
克雷格·卡梅隆·梅洛（英語：Craig Cameron Mello,1960年10月18日—），美国马萨诸塞大学医学院分子医学教授。2006年因与斯坦福医学院病理学和遗传学教授安德鲁·法厄发现RNA干扰现象而共同获得2006年诺贝尔生理学或医学奖。
1982年获得美国布朗大学学士学位，1990年在哈佛大学获得博士学位。1994年加入马萨诸塞州大学医学院任分子医学教授。